# Museums Association of Namibia
Die Museums Association of Namibia (MAN; zu Deutsch etwa Museums-Vereinigung Namibias) ist der nichtstaatliche Verband von Museen in Namibia. In ihm sind die meisten staatlichen und privaten Museen Namibias Mitglied.
Die MAN wird durch staatliche Subventionen und Spenden finanziert. Er hat sich dem Aufbau, Erhalt und Vermarktung von Museen und der Museologie im Allgemeinen zur Aufgabe gemacht. Der MAN stehen (Stand 2018/19) knapp 2 Millionen Namibia-Dollar für den Betrieb der Vereinigung und seiner Initiativen zur Verfügung.